# 한국법학교수회
한국법학교수회(韓國法學敎授會, Korea Law Professors Associations, KLPA)는 회원 교수들의 학술활동을 증진시키고, 법학교육의 발전과 법학계와 법조실무계의 협력 및 법률문화의 향상에 노력함으로써 대한민국 법치주의의 창달과 국가발전에 공헌하며, 회원 상호간의 친목을 도모함을 목적으로 설립된 사단법인이다. 서울특별시 중구 서소문로11길 34, 6층 (서소문동)에 본점이 위치하고 있다. 한국법학교수회 회장은 검찰총장 후보자의 추천을 위한 검찰총장후보위원회의 위원 및 검찰인사위원회의 위원에 위촉될 수 있다.